# Aurelian-Octavian Popescu
Aurelian-Octavian Popescu (n. 2 iunie 1959, Focșani, Vrancea, România) este un fost deputat român în legislatura 1992-1996, ales în județul Vrancea pe listele partidului PDSR.